# Memex
Memex (en sammentrækning af "memory index") er  det navn Vannevar Bush gav det hypertekstsystem han beskrev teoretisk i 1945 i en artikel i The Atlantic Monthly As We May Think. Memex har påvirket udviklingen af senere hypertekstsystemer.
Bush beskrev systemet som elektronisk forbundet med et bibliotek og med mulighed for at vise bibliotekets bøger og film og til automatisk at følge krydsreferencer fra et værk til et andet. Men Memex skulle ikke blot tilbyde sammenkædet information til brugeren. Det skulle også levere værktøjer til at skabe disse forbindelser – links.